# Římskokatolická farnost Soběchleby
Římskokatolická farnost Soběchleby (lat. Oberklee) je církevní správní jednotka sdružující římské katolíky na území vesnice Soběchleby a v jejím okolí. Organizačně spadá do lounského vikariátu, který je jedním z 10 vikariátů litoměřické diecéze. Centrem farnosti je kostel svatého Jiří v Soběchlebech.

## Historie farnosti
Matriky jsou v místě vedeny od roku 1702. V letech 1787–1799 farnost přináležela pod Blšany, od roku 1799 pod Kryry. Jako samostatná farnost byla kanonicky zřízena od roku 1857.

### Duchovní správcové vedoucí farnost
Začátek působnosti jmenovaného v duchovní správě farnosti od:
- 1799   exposit. Andreas Merz[4] (März), † 28. 3. 1816
- 1809   exposit. Josef Ekkel, n. 18. 3. 1782 Laun, o. 31. 8. 1807, † 11. 10. 1835
- 1816   exposit. Michael Orgelmeister, n. 21. 1. 1788 Kriegern., o. 23. 3. 1812, † 28. 5. 1872
- 1836   exposit. Josef Grasser, n. 12. 9. 1807 Sautic. o. 25. 7. 1832
- 1838   exposit. Franz Hawliček, n. 22. 9. 1803 Turnau, o. 4. 9. 1827, † 21. 12. 1884
- 1846   exposit. Augustin Spindler, n. 20. 11. 1810 Kettovic. o. 3. 8. 1828
- 1857   proto-par. (1. farář) Augustin Spindler, n. 20. 11. 1810 Kettovic. o. 3. 8. 1828, † 5. 1. 1882
- 1879   Josef Beständig, n. 14. 3. 1843 Scheles, o. 15. 7. 1868, † 9. 4. 1922
- 1884   par. vacat, admin. interc. Franc. Keš
- 1884   Franz Keš, n. 4. 10. 1843 Veselí, o. 24. 7. 1870
- 1888   Josef Kubáč, n. 9. 8. 1854 Pátek, o. 11. 7. 1880
- 1899   par. vacat, admin. interc. Franc. Brtník
- 1900   Franz Brtník,[3] n. 4. 3. 1868 Magna-Čičovic, o. 17. 7. 1892, † 30. 5. 1934
- 1910   par. vacat, admin. interc. Raim. Vogel
- 1911   Joann. B. Schroller, n. 21. 6. 1875 Treublitz, o. 17. 6. 1900
- 1912   Anton. Lehraus, n. 3. 11. 1884 Schebetau, o. 14. 7. 1907
- 1918   Anton. Štemberg, n. 27. 7. 1882 Beroun, o. 1. 7. 1906
- 1924   par. vacat, admin. interc. Car. Höfert
- 1925   Hartwig Zappe, n. 19. 4. 1891 Kukan, o. 11. 7. 1915, † 2. 5. 1945
- 1929   par. vacat, admin. interc. Bern. Holterhues
- 1930   par. vacat, admin. interc. Julius Brenner
- 1931   Raim. Vogel, n. 18.  4. 1880 Blottendorf, o. 18. 3. 1906, † 8. 1. 1956
- 1935   par. vacat, admin. interc. Jos. Mally
- 1. 10. 1945   Antonín Matiek
- 1. 8.  1947    František Hrubý
- 15. 10. 1950 Hieronimus Bochnia
- 1. 4.  1972   Václav Vávra CSsR
- 1. 1.  1975    Theoph. Peřina
- 1. 11.1990    Václav Vávra CSsR
- 1. 7.  1993   Alexander Siudzik CSsR
- 15. 12. 1995 Josef Šimon
- 26. 4. 2011   Alexander Siudzik CSsR
- 1. 10. 2011   Josef Hurt, admin. exc.
- 1. 7.  2015  Vilém Marek Štěpán, O.Praem., admin. exc.[4]

Kromě kněží stojících v čele farnosti, působili ve farnosti v průběhu její historie i jiní kněží. Většinou pracovali jako farní vikáři, kaplani, katecheté, výpomocní duchovní aj.

## Území farnosti
Do farnosti náleží území obce:
- Soběchleby (Oberklee)[p 2]

## Římskokatolické sakrální stavby na území farnosti
| | Fotografie | Stavba          | Místo      | Bohoslužby                      | Zeměpisné souřadnice          | Status       | Číslo kulturní památky           |
| Kostel | Kostel     | Kostel          | Kostel     | Kostel                          | Kostel                        | Kostel       | Kostel                           |
| --- | ---------- | --------------- | ---------- | ------------------------------- | ----------------------------- | ------------ | -------------------------------- |
| 1. |            | Kostel sv. Jiří | Soběchleby | bližší informace o bohoslužbách | 50°12′55″ s. š., 13°31′ v. d. | farní kostel | 42699/5-1430 (Pk•MIS•Sez•Obr•WD) |
| Některé drobné sakrální stavby a pamětihodnosti lze dohledat zde v databázi Drobné sakrální památky Zaniklé sakrální stavby lze dohledat zde v databázi Poškozené a zničené kostely, kaple a synagogy v České republice |            |                 |            |                                 |                               |              |                                  |

Ve farnosti se mohou nacházet i další drobné sakrální stavby, místa římskokatolického kultu a pamětihodnosti, které neobsahuje tato tabulka.

## Příslušnost k farnímu obvodu
Z důvodu efektivity duchovní správy byl vytvořen farní obvod (kolatura) farnosti Liběšice u Žatce, jehož součástí je i farnost Soběchleby, která je tak spravována excurrendo.